# 秋間経夫
秋間経夫（あきま つねお、1960年4月7日 - ）は、日本の歌手、ギタリスト、ソングライター。ハンドメイド・アンプ、エフェクターの自社ブランド Akima & Neos Lab 代表。

## 来歴
1984年 グラムロックバンド マルコシアス・バンプを結成。
1989年〜1990年 TBS『三宅裕司のいかすバンド天国』で、グランドイカ天キング獲得。
1990年 ビクター音楽産業よりメジャー・デビュー。合計10枚のアルバムをリリース。
1996年  マルコシアス・バンプ無期限活動停止。
1997年 Akima&Neosとしてアルバムリリース。
1998年 アニメ 『トライガン』のメイン&エンディング・テーマ曲「風は未来に吹く / Sound Life」をリリース。Akima&Neosをバンド形態にして、4枚のアルバムをリリース、4回のアメリカツアーを行い、2008年解散。
2008年 Rama Amoebaを結成。2009年 NBCユニバーサル・エンターテイメントジャパンよりアルバム2枚同時リリース。ヨーロッパ・ツアーを行う等、現在も勢力的に活動中。

## 人物
熱狂的な T・レックス のマーク・ボランフリークである。1987年〜現在に至るまで毎年、マーク・ボランの命日9/16に追悼ライヴ「Glam Rock Easter」を行っている。マルコシアス・バンプの楽曲は殆ど彼の手によるもの。中学生のころ、ギターを弾き始めると同時期に電子回路にも興味がわき、高校・大学と真空管を含む電子理論を学ぶ。自分が100%満足のいく音色が欲しかった為、真空管ギターアンプ、エフェクターを自分で作るようになり、ハンドメイド・アンプ、エフェクターの自社ブランド「Akima & Neos」を立ち上げている。元マルコシアス・バンプの石田光宏とのアコースティック・ユニット「アキマ&イシダ」も不定期で活動中。

## ディスコグラフィ

### Marchosias Vamp
- Pleasure Sensations! （1987/4/22、Elephant Moon）
- Destiny Calling （1988/4/25、Balcony Records）
- 乙姫鏡 （1990/1/25、Captain Records）
- In Kazmidity （1990/10/31、Victor）
- Dynamic Was Ruby （1991/8/21、Victor）
- Miraval （1992/7/22、Victor）
- Revamped （1993/9/22 Victor）
- ルネサンス （1993/9/22、Victor）
- Best&Rare （1994/7/21 Victor）
- マスターベイション （1995/4/21、Victor）

【オムニバス】
- Amoral Emisson Regulators/Tokyo Crazy Rockers （Balcony Records）
- Boogie With The Wizard （1997/11/21、テイチク）
- Pioneers Of J-Rock based on shinjuku Loft （2008/11/26、フォーライフ）

### Akima&Neos
- Akima&Neos （1997/10/22、Fandango）
- 風は未来に吹く/Sound Life （1998/4/22、Victor）
- Trigun the first donuts （1998/6/24、Victor）
- Slime （2001/9/27、Vitamin）
- 23rd Boogie Boy （2004/5/26、Vitamin）
- No Moon,No Sun （2007/5/9、redrec）

【オムニバス】
- Universal Love （eggtoss）

### Core-Medalics
- Diorama （2006/3/23、Dedication Records）

### Rama Amoeba
- Hello! End Of The World（2009/7/8、Geneon Universal）
- Golden Age Of Glam Rock （2009/7/8、Geneon Universal）
- Red Or Blue （2012/4/4、Bell Wood）

【オムニバス】
- 果てしなきグラムロック歌謡の世界 （2011/8/3、King）

## 楽曲提供
- 「Come On!! Come On!!」 REALLY LOVE YA!! / 沢田研二 （1993/11/17）

## レコーディング参加
- 「イライラ」  頭脳警察7 / 頭脳警察 （1990/11/21）
- 「もうがまんできない」 ONLY YOU / 大槻ケンヂ （1995/3/8）
- 「チキン・カレー」 フリーダムのピチカート・ファイヴ / ピチカート・ファイヴ （1996/6/21）
- 「Camden Town」 Obstinate Rockholic/ HEESEY WITH DUDES （2003/3/5）
- 「歓喜の歌」 歓喜の歌 / 頭脳警察 （2009/10/28）

## 著書
- はじめてのオリジナル・エフェクター&ミニ・アンプ製作（リットーミュージック 2014年）ISBN 978-4845623471